# 1533년

## 연호
- 명(明) 가정(嘉靖) 12년
- 일본(日本) 덴분(天文) 2년
- 후 레 왕조(後黎朝) 응우옌호아(元和) 원년
- 막 왕조(莫朝) 다이찐(大正) 4년

## 기년
- 류큐(琉球) 쇼세이왕(尚清王) 7년
- 명(明) 세종 가정제(世宗 嘉靖帝) 12년
- 조선(朝鮮) 중종(中宗) 28년
- 후 레 왕조(後黎朝) 장종(莊宗) 원년
- 막 왕조(莫朝) 태종(太宗) 4년

## 사건
11월: 프란시스코 피사로, 페루 정복, 잉카 멸망

## 탄생
- 2월 28일 - 프랑스의 철학자 미셸 드 몽테뉴. (~1592년)
- 4월 24일 - 네덜란드의 초대 세습 총독 빌럼 1세 판 오라녜. (~1584년)
- 9월 7일 - 영국의 여왕 엘리자베스 1세. (~1603년)
- 9월 27일 - 폴란드-리투아니아 연방의 선거왕 스테판 바토리. (~1586년)
- 11월 30일 - 조선 중기의 문신 고경명. (~1592년)